# Separación angular
Separación angular o distancia angular es una medida de la distancia aparente entre dos puntos u objetos, expresada en radián, suponiendo al observador en el vértice del ángulo cuyos extremos son los dos puntos en cuestión. El diámetro angular es un caso particular de la separación angular.
La separación angular es una magnitud fundamental en Astronomía para determinar la posición de cualquier objeto en la esfera celeste mediante sus coordenadas celestes, ya sea en unidades angulares, o de tiempo. El acimut, la altura, la declinación, o la ascensión recta de un objeto del firmamento son, entre otras, coordenadas celestes. Cualquiera de ellas es una distancia angular a un punto o un plano de referencia: el horizonte, el ecuador celeste, el meridiano sur, etc.
Dadas las posiciones de dos objetos en la Esfera celeste mediante sus respectivos valores de ascensiones rectas {\displaystyle \alpha } y declinaciones {\displaystyle \delta } (Coordenadas ecuatoriales) expresados en ángulos de la forma {\displaystyle \alpha \in [0,2\pi ]} y {\displaystyle \delta \in [-\pi /2,\pi /2]} la separación angular entre ambos objetos se calcula mediante:
{\displaystyle \theta =\arccos {\Big [}\operatorname {sen}(\delta _{1})\operatorname {sen}(\delta _{2})+\cos(\delta _{1})\cos(\delta _{2})\cos(\alpha _{1}-\alpha _{2}){\Big ]}}

Esta expresión está deducida de la Trigonometría esférica básica y es por lo tanto aplicable no solo a las posiciones de objetos en la esfera celeste dadas por la ascensión recta y la declinación, sino también a las definidas por cualquier otro par de círculos máximos ortogonales tomados como referencia de ángulos, por lo tanto podemos usar la misma expresión para, por ejemplo:
- Coordenadas eclípticas, considerando entonces que {\displaystyle \alpha \in [0,2\pi ]} es la longitud eclíptica y {\displaystyle \delta \in [-\pi /2,\pi /2]} la latitud eclíptica
- Coordenadas horizontales, considerando entonces que {\displaystyle \alpha \in [0,2\pi ]} es el Acimut y {\displaystyle \delta \in [-\pi /2,\pi /2]} la altura

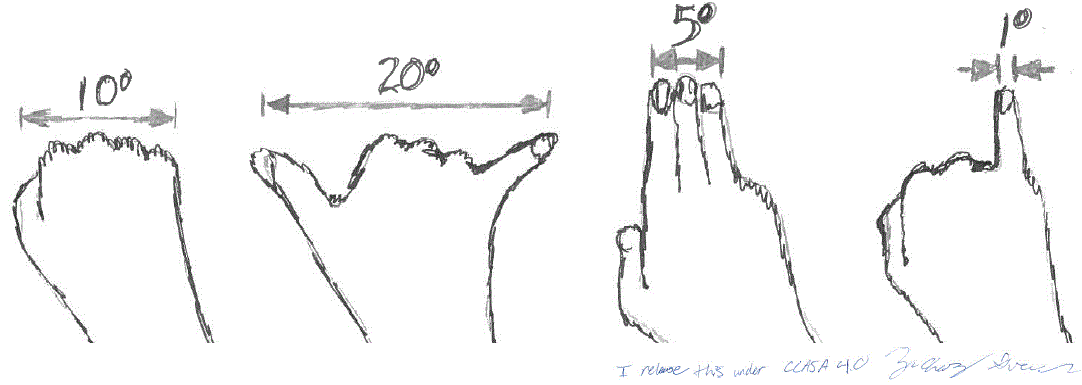
Ángulos aproximados de 10°, 20°, 5° y 1° en la mano respecto al brazo extendido

Para observaciones visuales sin pretensiones de exactitud, la separación angular también es muy útil, claro que con aproximaciones del orden del grado, y por supuesto que muy grosso modo. La mano y los dedos son el instrumento de medida, manteniendo el brazo extendido:
- El extremo del dedo meñique cubre aproximadamente 1º
- Si es el pulgar, son 2º
- Los dedos índice, medio y anular, adosados, 5º
- El puño cerrado, 10º
- Del extremo del índice al del meñique, extendidos, 15º
- La mano abierta, unos 20º

Las variaciones individuales -longitud del brazo, grosor de los dedos, etc.- hacen de los valores anteriores unas primeras aproximaciones, pero no por ello menos válidas para localizar a simple vista alguna estrella o planeta, o bien relacionar una constelación con sus vecinas.
La separación angular se mide con precisión mediante goniómetros, sextantes y sextantes astronómicos.
- Datos: Q1357788